# 細價股
低價股，水餃股即每股股價低於$1.0美元的股票。
若股價介乎$0.1至$1之間，稱為毫股；若股價低於$0.1，則稱為仙股 (Penny Stock,仙为 cents)。
這類股票的上市公司通常是中小型公司，有些更沒有實質業務，偶然靠消息推動股價。由於買入成本低廉，可以以小博大，以賺取較高的利潤，所以部份投資者喜歡炒作細價股。不過，多數細價股只會偶然有消息炒作，表現不穩定，若消息炒作完畢，股價可能大跌，沒有基本面支撐，造成巨大的投資損失。
低股价虽然不是“老千股”的绝对特征，但由于频繁的供股和“向下炒”，股价长期低于$0.1，很大程度上成为“老千股”的一个共性。
也是詐騙集團，最喜歡炒作細價股，淪為股市殺豬盤套殺投資人    